# Campionato italiano di beach soccer femminile 2024
La Serie A 2024 è stata la 13ª edizione della massima serie del campionato italiano femminile di calcio da spiaggia e si è disputata tra il 20 giugno e il 4 agosto 2024, conclusa con la vittoria del Cagliari, al suo primo titolo.
Capocannonieri del torneo sono state Veronica Privitera (Cagliari) e Tai (Cagliari), con 7 reti.

## Formato
La Serie A 2024 è composta da 6 squadre divise in due gironi. La strada per il titolo di Campione d'Italia si svolge in due tappe. Passano il turno le prime due dei rispettivi gironi.
La prima classificata del girone, si scontra alle semifinali con la seconda del girone opposto. Le due vittoriose in semifinale, giocano la finalissima per la conquista del titolo. Invece le perdenti, la finalina per il terzo posto.

## Calendario
Le date stabilite dalla federazione:
| Data         | Paese             | Città                    | Stage  |
| ------------ | ----------------- | ------------------------ | ------ |
| 20–22 giugno | Italia (bandiera) | Gaeta                    | Gironi |
| 3–4 agosto   | Italia (bandiera) | San Benedetto del Tronto | Finali |

## Squadre partecipanti
| Club | Città |
| ---- | ----- |
|      |       |
|      |       |
|      |       |
|      |       |
|      |       |
|      |       |

## Girone A

### Risultati
| Squadra 1      | Risultato   | Squadra 2      |
| 1ª giornata    | 1ª giornata | 1ª giornata    |
| -------------- | ----------- | -------------- |
| Lady Terracina | 8 - 1       | Catania        |
| 2ª giornata    |             |                |
| Catania        | 0 - 13      | Genova         |
| 3ª giornata    |             |                |
| Genova         | 1 - 2       | Lady Terracina |

### Classifica
|  | Pos. | Squadra        | Pt | G | V | Vr | P | GF | GS  | DR  |
|  | ---- | -------------- | -- | - | - | -- | - | -- | --- | --- |
|  | 1.   | Lady Terracina | 6  | 2 | 2 | 0  | 0 | 10 | 2   | +8  |
|  | 2.   | Genova         | 3  | 2 | 1 | 0  | 0 | 14 | 2   | +12 |
|  | 3.   | Catania        | 0  | 2 | 0 | 0  | 0 | 1  | -21 | -20 |

Legenda:
      Ammesse alla fase finale.
Regolamento:
Tre punti per la vittoria nei tempi regolamentari, uno ai calci di rigore, zero per la sconfitta.

## Girone B

### Risultati
| Squadra 1   | Risultato   | Squadra 2   |
| 1ª giornata | 1ª giornata | 1ª giornata |
| ----------- | ----------- | ----------- |
| Cagliari    | 6 - 5       | Milano      |
| 2ª giornata |             |             |
| Milano      | 5 - 0       | Aek Crotone |
| 3ª giornata |             |             |
| Aek Crotone | 2 - 11      | Cagliari    |

### Classifica
|  | Pos. | Squadra     | Pt | G | V | Vr | P | GF | GS  | DR  |
|  | ---- | ----------- | -- | - | - | -- | - | -- | --- | --- |
|  | 1.   | Cagliari    | 6  | 2 | 2 | 0  | 0 | 17 | 7   | +10 |
|  | 2.   | Milano      | 3  | 2 | 1 | 0  | 0 | 10 | 6   | +4  |
|  | 3.   | Aek Crotone | 0  | 2 | 0 | 0  | 0 | 2  | -16 | -14 |

Legenda:
      Ammesse alla fase finale.
Regolamento:
Tre punti per la vittoria nei tempi regolamentari, uno ai calci di rigore, zero per la sconfitta.

## Finali

### Tabellone
|  | Semifinali | Semifinali     | Semifinali     |                |                | Finale         | Finale | Finale |  |
|  |            |                |                |                |                |                |        |        |  |
|  | 1A.        | Lady Terracina | 4              |                |                |                |        |        |  |
|  | 1A.        | Lady Terracina | 4              |                |                |                |        |        |  |
|  | 2B.        | Milano         | 0              |                |                |                |        |        |  |
|  | 2B.        | Milano         | 0              |                | Lady Terracina | Lady Terracina | 5 (3)  |        |  |
|  |            |                |                |                | Lady Terracina | Lady Terracina | 5 (3)  |        |  |
|  |            |                | Cagliari (dtr) | Cagliari (dtr) | 5 (4)          |                |        |        |  |
|  | 1B.        | Cagliari       | Cagliari (dtr) | Cagliari (dtr) | 5 (4)          | 5              |        |        |  |
|  | 1B.        | Cagliari       |                |                |                |                |        |        |  |
|  | 2A.        | Genova         | 1              |                |                |                |        |        |  |

### Finale in dettaglio

#### Tabellino
| San Benedetto del Tronto 4 agosto 2024, ore 16:00 CET | Lady Terracina       | 5 – 5 (d.t.s.)                                      | Cagliari | Beach Stadium |
| \| \| \| \| \| Campoy 7pt’, 1st’ Ferrazza 5st’ Pilar 6tt’ Taina Santos 11tt’ \| Marcatori \| 2pt’, 5tt’, 10tt’ Vecchione 4st’ Tai 1tt’ Privitera \| \| Campoy Taina Santos Pilar Penzo Maiorca \| Tiri di rigore 3 – 4 \| Tai Vecchione Illiano Adri Privitera \| |                      |                                                     |          |               |
| |                      |                                                     |          |               |
| Campoy 7pt’, 1st’ Ferrazza 5st’ Pilar 6tt’ Taina Santos 11tt’ | Marcatori            | 2pt’, 5tt’, 10tt’ Vecchione 4st’ Tai 1tt’ Privitera |          |               |
| Campoy Taina Santos Pilar Penzo Maiorca | Tiri di rigore 3 – 4 | Tai Vecchione Illiano Adri Privitera                |          |               |

### Finale 3º-4º posto
| Squadra 1 | Risultato | Squadra 2 |
| --------- | --------- | --------- |
| Milano    | 1 - 4     | Genova    |